# Туровка (Калужская область)
Туровка— деревня  в Износковском районе Калужской области России. Входит в состав сельского поселения  «Деревня Ивановское»

## География
Рядом —  Малиновка, Агафьино.

## Население
| 2002 | 2010 |
| ---- | ---- |
| 0    | →0   |